# 皮亞斯基
皮亞斯基是波蘭的城鎮，位於該國東部，距離斯維德尼克16公里，由盧布林省負責管轄，面積8.43平方公里，2006年人口2,626。第二次世界大戰期間，納粹德國在該鎮設立集中營。

## 外部連結
- Official town webpage（页面存档备份，存于）
- Information about Piaski at www.jewishgen.org （页面存档备份，存于）

51°08′10″N 22°50′50″E / 51.13611°N 22.84722°E